# Фернандо Тейшейра Вітьєнес
Фернандо Тейшейра Вітьєнес, відомий як Тейшейра Вітьєнес I (Сантандер, Кантабрія, 28 липня 1971), — колишній футбольний арбітр, що судив матчі найвищої іспанської ліги. Член Комітету суддів Кантабрії. Молодший брат арбітра Хосе Антоніо Тейшейри Вітьєнеса (відомого як Тейшейра Вітьєнес II).

## Кар'єра
Починав кар'єру як футболіст у юнацьких командах свого регіону. Змалку почав цікавитися суддівством під впливом свого дядька Андреса, який теж був арбітром. У Ла-Лізі дебютував 2 вересня 2003 року в матчі «Реал Сосьєдад» проти «Сельта» (1-1).
Судив матч-відповідь Суперкубка Іспанії 2010 між командами «Барселона» та «Севілья» (4-0). Через рік обслуговував перший матч Суперкубка Іспанії 2011 між командами «Реал Мадрид» і «Барселона» (2-2). 
Кар'єру арбітра завершив у сезоні 2014-2015: останнім для нього став матч «Райо Вальєкано» - «Реал Сосьєдад» (2-4), що відбувся 23 травня 2015 року.

## Міжнародні матчі
1 січня 2009 року дебютував на міжнародній арені. Першим для нього став матч молодіжних (до 21 року) збірних Ірландії та Німеччини (1-1), що відбувся 10 лютого 2009 року в Корку. Як арбітр представляв Іспанію на Середземноморських іграх 2009. На клубному рівні дебютував у матчі другого кваліфікаційного раунду Ліги Європи 2009—2010 між командами «Мілано» (Куманово) та «Славен Белупо» (0-4), що відбувся 16 липня 2009 року в Куманово (Республіка Македонія, нині Північна Македонія). 

## Ліги
| Ліга               | Країна  | Рік         |
| ------------------ | ------- | ----------- |
| Терсера Дивізіон   | Іспанія | 1992 - 1996 |
| Сегунда Дивізіон Б | Іспанія | 1996 - 1999 |
| Сегунда Дивізіон   | Іспанія | 1999 - 2003 |
| Ла-Ліга            | Іспанія | 2003 - 2015 |